# Michaeliskirche (Klein-Karben)

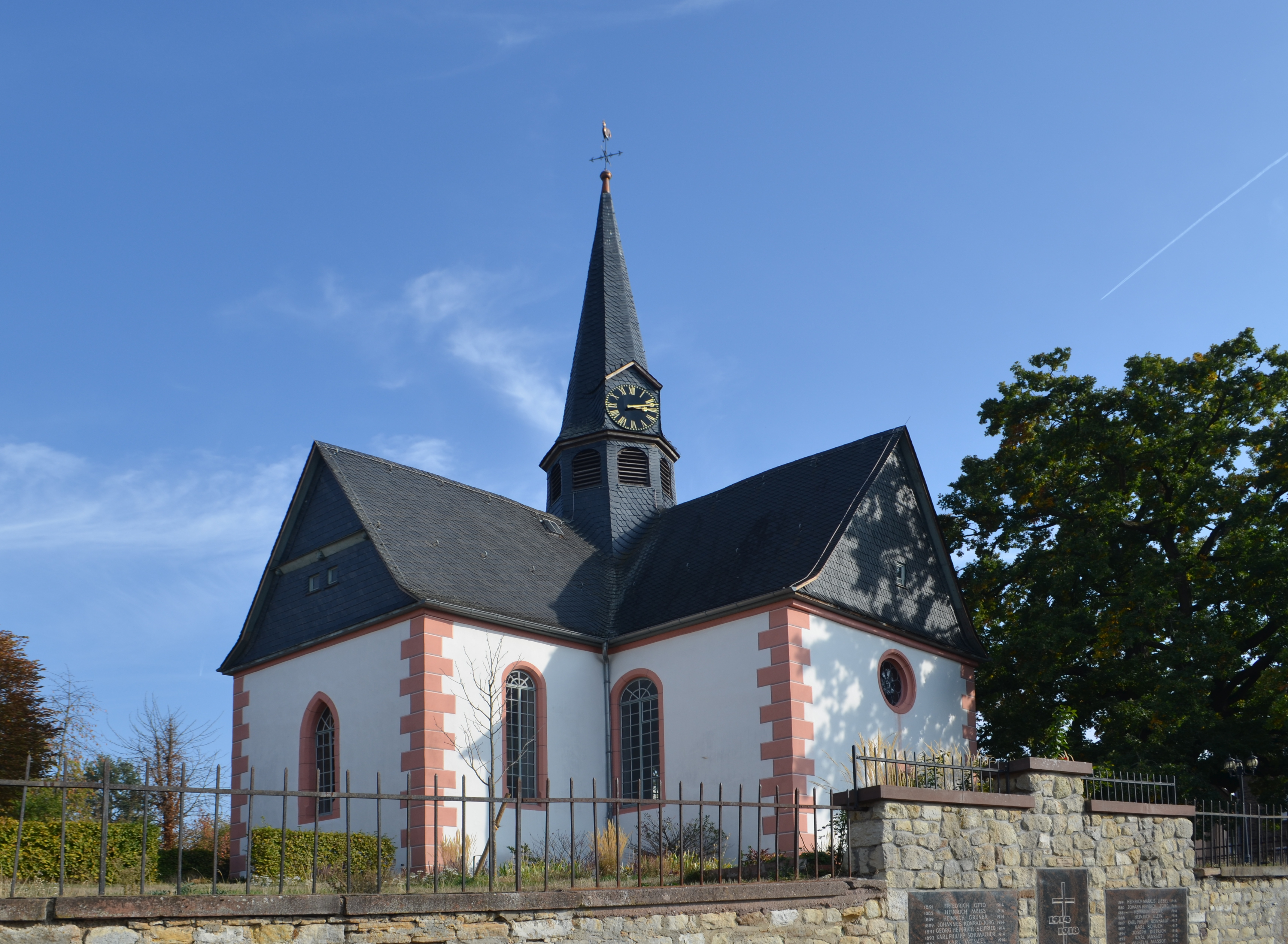
Michaeliskirche (Klein-Karben)

Die Evangelische Michaeliskirche ist ein denkmalgeschütztes Kirchengebäude, das in Klein-Karben steht, einem Stadtteil von Karben im Wetteraukreis in Hessen. Die Kirche gehört zur Gesamtkirchengemeinde Karben im Dekanat Wetterau der Propstei Oberhessen in der Evangelischen Kirche in Hessen und Nassau.

## Beschreibung
Die heutige Kreuzkirche im Grundriss eines griechischen Kreuzes ist im Wesentlichen ein gotischer Bau aus dem 14. Jahrhundert. Unter der Vierung befindet sich eine quadratische, überwölbte Krypta mit einer Apsis aus der zweiten Hälfte des 12. Jahrhunderts. Für die Jahre 1663–1665 sind umfangreiche Reparaturarbeiten an der Kirche belegt. Es wurden Emporen eingerichtet und die Kanzel aufgestellt. Ferner wurde das Gewölbe durch eine Flachdecke ersetzt. Aus dem 18. Jahrhundert stammen das Altarkreuz sowie die Kirchenbänke. 
Der Glockenstuhl des achteckigen, mit einem spitzen Helm bedeckten Dachreiters über der Vierung konnte die beiden Kirchenglocken, die 1952 als Ersatz für die im Zweiten Weltkrieg abgelieferten angeschafft wurden, nicht tragen. Sie wurden deshalb 1970 aus dem Turm entfernt und auf dem Kirchfriedhof in einem separaten Glockenstuhl aufgehängt. Erst in den 1990er Jahren konnte die Statik des Dachreiters derart angepasst werden, dass alle drei Glocken, die dritte hatte beide Weltkriege überlebt, heute wieder im Turm hängen.